# Sân bay Khúc Phụ Tế Ninh
Sân bay Khúc Phụ Tế Ninh là một sân bay tại Tế Ninh, tỉnh Sơn Đông, Trung Quốc.
Sân bay có cự ly 25 km về phía tây thành phố.

## Hãng hàng không và điểm đến
| Hãng hàng không         | Các điểm đến                         |
| ----------------------- | ------------------------------------ |
| Chengdu Airlines        | Thành Đô, Thẩm Dương,Đại Liên        |
| China Eastern Airlines  | Bắc King-Thủ đô, Harbin, Côn Minh    |
| China Express Airlines  | Đại Liên, Tây Ab, Trùng Khánh,Hohhot |
| China Southern Airlines | Quảng Châu                           |
| Okay Airways            | Yên Đài, Hợp Phì                     |
| Shanghai Airlines       | Shanghai-Hongqiao                    |
| Tianjin Airlines        | Thiên Tân,Hải Khẩu                   |